# Chrysis brevitarsis
Chrysis brevitarsis (лат.) — вид ос-блестянок рода Chrysis из подсемейства Chrysidinae.

## Распространение
Западная Палеарктика: северная и центральная Европа, Сибири и Китая. В северной Европе: Эстония, Финляндия, Литва, Швеция. Относительно редкий вид.

## Описание
Длина — 7—10 мм. Ярко-окрашенные металлически блестящие осы. Вид характеризуется субапикально зубчатой мандибулой, которая является уникальной среди скандинавских и балтийских видов группы C. ignita. Голова и мезосома в основном тёмно-синие с зеленоватыми отблесками, а метасома дорсально золотисто-красная или тёмно-красная. Как и у C. pseudobrevitarsis, шпоры средних голеней примерно равны по длине, а мандибулы очень толстые (медиальная ширина более половины базальной ширины у самки и более двух третей базальной ширины у самца). У самки задняя лапка не длиннее задней голени, а антенна сильно узловатая. Пунктировка тергита Т2 и мезоскутума более редкая по сравнению с C. pseudobrevitarsis. Клептопаразиты ос: Ancistrocerus и Discoelius (Vespidae). Период лёта: июнь — июль.